# Dumbarton Oaks
Dumbarton Oaks es una mansión del siglo XIX, de estilo federal en el barrio de Georgetown en Washington D. C. Alberga la Colección y Biblioteca de Investigación Dumbarton Oaks, un centro para el estudio del imperio bizantino, estudio precolombino y la historia del paisajismo. El centro publica la revista académica Dumbarton Oaks Papers, además de otros libros en sus tres principales áreas de estudio. 

## Historia de la casa
La mansión se construyó en 1800. En 1920, la compraron Robert Woods Bliss y su mujer Mildred Barnes Bliss. El señor Bliss fue durante mucho tiempo miembro del cuerpo diplomático de los Estados Unidos. Por su parte, su mujer fue una gran coleccionista de arte. A la mansión se le han añadido partes de varios arquitectos, entre ellos de Philip Johnson. En 1944, en Dumbarton Oaks tuvo lugar la Conferencia Dumbarton Oaks, una reunión internacional que sentó las bases para la creación de las Naciones Unidas.

## Colección

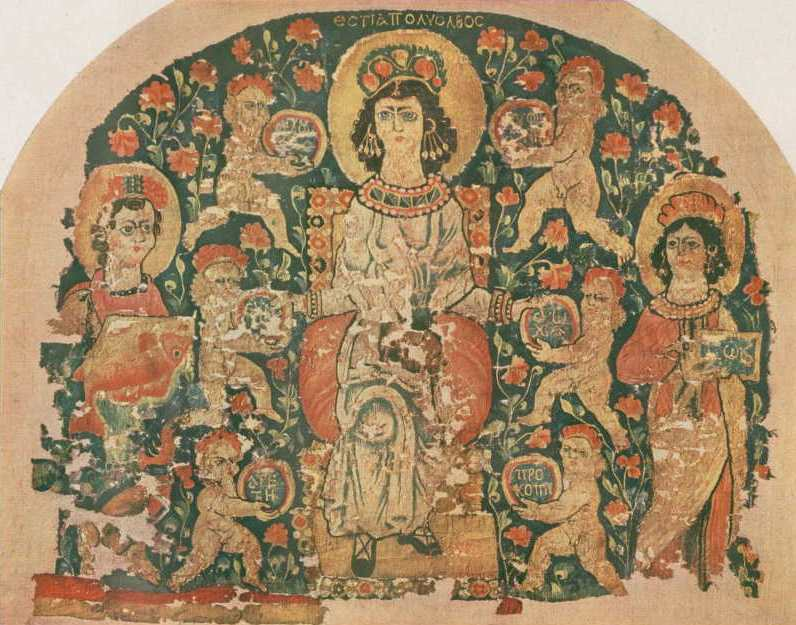
Hestia llena de Bendiciones. Egipto. Tapiz.

A lo largo de su vida, los Bliss reunieron una gran e importante colección de objetos y libros, que la albergaron en Dumbarton Oaks. En 1940, donaron la colección así como la casa y sus terrenos adyacentes para crear la Colección y Biblioteca de Investigación Dumbarton Oaks, y que sería administrada por los fideicomisarios de la Universidad de Harvard. La institución se dedicó en un principio solo a los estudios bizantinos, pero su alcance se amplió para incluir los estudios precolombinos y el paisajismo.
La biblioteca de Dumbarton Oaks contiene más de 100 000 volúmenes. Hay un grupo de investigadores y eruditos que trabajan aquí, además de 40 becas que se otorgan a investigadores de otros lugares para que puedan trabajar con la colección.
Dumbarton Oaks ha prestado su nombre a uno de los trabajos más importantes de Ígor Stravinski. El señor Bliss le pidió a Stravinski que compusiera un concierto para su 30 aniversario de boda en 1938. El resultado fue el Concierto en Mi bemol para orquesta de cámara que se conoce también como el Concierto Dumbarton Oaks.

## Jardines

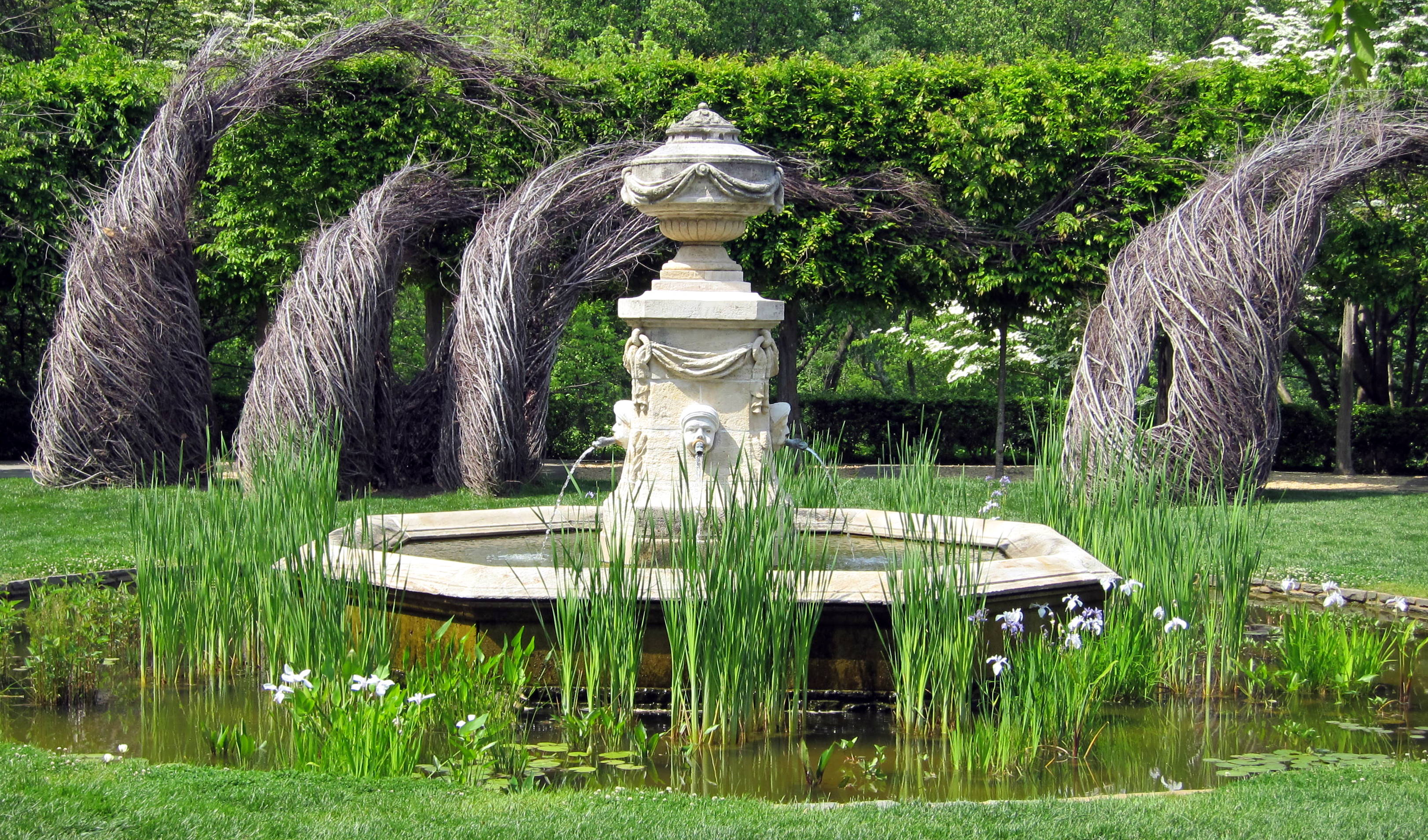
Una fuente en los jardines de Dumbarton Oaks en Washington D. C.

Hay unas 4 hectáreas (10 acres) de jardines en el terreno de Dumbarton Oaks, diseñado entre 1922 y 1947 por la gran paisajista Beatrix Farrand en colaboración con la señora Bliss. Las jardines están constituidos por una serie de terrazas construidas en la ladera posterior de la casa, y con las otras áreas creadas de forme informal. Los jardines incluyen el Star Garden (Jardín de Estrella), el Green Garden (Jardín Verde), la Beech Terrace (Terraza de la Haya), la Urn Terrace (Terraza de la Urna), el Rose Garden (la Rosaleda), la Arbor Terrace (Terraza del Árbol), la Fountain Terrace (Terraza de la Fuente), la Lover's Lane Pool (Piscina del Sendero de los Amantes), la Pebble Terrace (Terraza de Guijarros), el Camellia Circle (Plaza de la Camelia), el Prunus Walk (Camino de Prunus), la Cherry Hill (Colina del Cerezo), la Crabapple Hill (Colina de Manzanas), la Forsythia Hill (Colina Forsitia) y la Fairview Hill. Todos están abiertos al público.